# British Home Championship 1913/14
Die British Home Championship 1913/14 war die 31. Auflage des im Round-Robin-System ausgetragenen Fußballwettbewerbs zwischen den vier britischen Nationalmannschaften von England, Irland (ab 1950/51 Nordirland), Schottland und Wales.
| Pl. | Nationalmannschaft | Sp. | S | U | N | Tore    | Punkte |
| --- | ------------------ | --- | - | - | - | ------- | ------ |
| 1.  | Irland             | 3   | 2 | 1 | 0 | 006:200 | 05:10  |
| 2.  | Schottland         | 3   | 1 | 2 | 0 | 004:200 | 04:20  |
| 3.  | England            | 3   | 1 | 0 | 2 | 003:600 | 02:40  |
| 4.  | Wales              | 3   | 0 | 1 | 2 | 001:400 | 01:50  |

|                                                   |   |            |           |
| 19. Januar 1914 in Wrexham (Racecourse Ground)    |   |            |           |
| Wales                                             | – | Irland     | 1:2 (0:1) |
| 14. Februar 1914 in Middlesbrough (Ayresome Park) |   |            |           |
| England                                           | – | Irland     | 0:3 (0:2) |
| 28. Februar 1914 in Glasgow (Celtic Park)         |   |            |           |
| Schottland                                        | – | Wales      | 0:0       |
| 14. März 1914 in Belfast (Windsor Park)           |   |            |           |
| Irland                                            | – | Schottland | 1:1 (0:0) |
| 16. März 1914 in Cardiff (Ninian Park)            |   |            |           |
| Wales                                             | – | England    | 0:2 (0:0) |
| 4. April 1914 in Glasgow (Hampden Park)           |   |            |           |
| Schottland                                        | – | England    | 3:1 (1:1) |